# Pani minister tańczy
Pani minister tańczy – polski film fabularny z 1937 roku. Popularna przedwojenna komedia filmowa.

## Treść
Akcja toczy się w fikcyjnym państwie. Pewnego dnia na czele Ministerstwa Ochrony Moralności Publicznej (MOMP) staje Zuzanna, której największym nieszczęściem jest posiadanie siostry bliźniaczki. W Zuzannie z wzajemnością zakochuje się młody urzędnik – Sebastian hrabia de Santis. Siostra bliźniaczka jest aktorką kabaretową i rewiową, która swymi występami i zachowaniem kompromituje panią minister. Jednak po wielu perypetiach wszystko szczęśliwie się wyjaśnia, a pani minister i zastępca szefa kancelarii wyznają sobie miłość.

## Obsada
- Tola Mankiewiczówna − Zuzanna, minister/piosenkarka Lola
- Aleksander Żabczyński − Sebastian Maria Rajmund hrabia de Santis
- Mieczysława Ćwiklińska − Leopoldyna „Polly” Gribaldi, „dama z towarzystwa” Loli
- Józef Orwid − Apoloniusz, radca ministerstwa
- Michał Znicz − lider opozycyjnego stronnictwa
- Stanisław Sielański − starszy kelner
- Stefan Hnydziński − mąż Loli
- Konrad Tom − dyrektor dancingu
- Henryk Małkowski − Bumcyk, woźny ministerialny
- Helena Zarembina − uczestniczka posiedzenia u pani minister
- Helena Gruszecka − uczestniczka posiedzenia u pani minister